# Obermorschwihr
Obermorschwihr là một xã ở tỉnh Haut-Rhin trong vùng Grand Est ở đông bắc Pháp. Xã này có diện tích 1,59 km², dân số năm 1999 là 406 người. Khu vực này có độ cao 260 mét trên mực nước biển.